# Сусанино (Хабаровский край)
Суса́нино — село в Ульчском районе Хабаровского края. Административный центр Сусанинского сельского поселения.

## География
Село расположено на правом берегу Амура.

## Население
| 1992 | 2002 | 2010 | 2011 | 2012 | 2021 |
| ---- | ---- | ---- | ---- | ---- | ---- |
| 1000 | ↘883 | ↘845 | ↘840 | ↘821 | ↘720 |

## Улицы
| - пер. Амурский, - ул. Колхозная, - ул. Кооперативная, - пер. Кооперативный, - ул. Куйбышева, - ул. Лесная, - пер. Майский, | - ул. Набережная, - пер. Строительный, - ул. Центральная, - ул. Школьная, - пер. Школьный, - ул. Шоссейная. |